# Edivando Cruz
Edivando de Souza Cruz ou Edvando de Souza Cruz, segundo algumas fontes (Ilhabela, 19 de julho de 1978) é um ciclista brasileiro.
A bicicleta era seu principal meio de transporte, daí a familiaridade para começar a praticar mountain bike, em 1992. Fez sua primeira competição na modalidade em Caraguatatuba, no Litoral Norte Paulista em 1993. Em 1995 participou de sua primeira competição internacional, conquistando a medalha de ouro.
Foi medalha de prata no cross country nos Jogos Pan-Americanos de 2003 em Santo Domingo. No ano seguinte, participou dos Jogos Olímpicos de Atenas, onde terminou na 33ª posição.
Em 2011 foi aos Jogos Pan-Americanos de Guadalajara.
Continua treinando e competindo.